# Suggestivfrage
Eine Suggestivfrage ist eine Frageform, bei der der Befragte durch die Art und Weise der Fragestellung beeinflusst wird, eine Antwort mit vorbestimmtem Aussageinhalt zu geben, die der Fragesteller erwartet. Die Art und Weise der Frage hat den Zweck, auf das Denken, Fühlen, Wollen oder Handeln einer Person einzuwirken und den Befragten von einer rational bestimmten Antwort abzuhalten.
Suggestivfragen finden in der Psychologie, in der Rhetorik, in der Vernehmungspraxis, im Verkaufsgespräch, in der Markt- und Meinungsforschung, in den Medien sowie im alltäglichen Sprachgebrauch Anwendung, werden jedoch aufgrund ihres Beeinflussungscharakters nicht überall geschätzt.
Wer diese Frageform anwendet, stellt keine wirkliche Frage, sondern beabsichtigt, eine bestimmte Idee, Sichtweise oder Meinung einer anderen Person zu suggerieren, um diese so zu beeinflussen. Nützlich kann eine Suggestivfrage dann sein, wenn sie eine vorhandene Gemeinsamkeit im Denken, Fühlen, Wollen oder Handeln mit einer Person betonen soll.

## Anwendungsgebiete

### Psychologie
Suggestionen und Suggestivfragen sind in der psychologischen und medizinischen Diagnostik als Kunstfehler zu betrachten, denn der Zweck der Diagnostik ist ja die Wahrheitsfindung. In Behandlungssituationen hingegen können Suggestionen und Suggestivfragen durchaus hilfreich sein, beispielsweise wenn sie dem Patienten helfen, etwas zu erkennen, von dem er ahnt oder weiß, dass es in ihm schlummert, er damit aber Ängste oder beängstigende Erfahrungen verbindet. Beim Autogenen Training sind Suggestion und Autosuggestion ein Kerninhalt: „Mein linker Arm ist ganz schwer“, ebenso beim Lernen von neuen Einstellungen: „Ich bin ruhig und entspannt“, „Ich vertraue auf mein Gefühl, meine innere Weisheit.“

### Rhetorik
Suggestivfragen werden als rhetorisches Mittel gerne im Verkaufsgespräch eingesetzt, um bestimmte Ziele zu erreichen. Als Beispiele sind hier unter anderem die „An-der-Tür-Verkäufe“ und die Telefonwerbung zu sehen. Mit geschlossenen Suggestivfragen, die der Befragte mit „Ja“ beantworten soll, wird versucht, Waren oder Dienstleistungen zu verkaufen, Geld zu sammeln oder Unterschriften unter Verträge zu bekommen.
Gleichsam als „Extremfall“ einer Suggestivfrage kann die rhetorische Frage gelten, bei der jedoch gar keine Antwort erwartet wird. 

### Rechtssystem
Bei der Zeugenvernehmung ist zur Wahrheitsfindung eine Suggestivfrage nicht zulässig, kann aber eingesetzt werden, um die Suggestionsanfälligkeit eines Zeugen und damit seine Glaubwürdigkeit zu prüfen.

### Vernehmungspraxis
In der polizeilichen Vernehmungspraxis ist zur Wahrheitsfindung eine Suggestivfrage ebenfalls nicht erlaubt. Es besteht aber in der Praxis immer die Gefahr, dass unter dem Druck, ein Ermittlungsergebnis zu präsentieren, ein Täter, ein Opfer oder ein Zeuge mit einer Suggestivfrage zu einer konkreten Aussage gebracht werden soll.

### Markt- und Meinungsforschung
Suggestivfragen werden in der Markt- und Meinungsforschung eingesetzt, um über eine klassische „Ja/Nein/Weiß nicht“-Antwort

a) strukturell schnell verwertbare Ergebnisse zu bekommen und

b) die Antworten prägnant verwertbar zu machen.
Suggestivfragen sollten im Interesse einer objektiven Meinungsforschung grundsätzlich vermieden werden. Meinungsforscher, die mit einer bestimmten Umfrage lediglich ein erwünschtes Meinungsbild untermauern wollen, setzen aber gerne Suggestivfragen ganz bewusst zur Manipulation der Ergebnisse ein.

### Alltäglicher Sprachgebrauch
In der alltäglichen Kommunikation im privaten Bereich wird die Suggestivfrage allgemein akzeptiert und nur in der starken Form, meistens in Konfliktfällen, abgelehnt. Dagegen wird sie, sofern wahrgenommen, im öffentlichen Bereich als unangenehm empfunden und grundsätzlich abgelehnt.

## Beispiele
| Frageform                                     | Beispiele |
| Gering suggestive Frageformen                 | Gering suggestive Frageformen |
| --------------------------------------------- | --- |
| Offene Fragen (Leerfragen)                    | „Was hast du gesehen?“ „Was geschah dann?“ |
| Bestimmungsfragen                             | „Um wie viel Uhr ist das passiert?“ |
| Auswahlfragen                                 | „War es ein Mann oder eine Frau?“ |
| Satzfragen                                    | „Hat der Mann etwas gesagt?“ |
| Stark suggestive Frageformen                  | |
| Vorhaltfragen mit vorausgesetzten Fakten      | „Hat er das gestohlene Geld in die Tasche gesteckt?“ |
| Eingekleidete Wertungen und Deskriptionen     | „Wie schnell ist der X gerannt, als du ihn aus dem Laden flüchten sahst?“                                                                                   |
| Unvollständige Disjunktionen in Auswahlfragen | „War das Auto rot oder schwarz?“ |
| Implizierte Erwartungen                       | „Das Opfer hat dann sicher um Hilfe gerufen?“ |
| Konformitätsdruck (sozialer Vergleich)        | „A und B haben ausgesagt, dass … Hast du das nicht auch gesehen?“                                                                                           |
| Illokutive Partikel und Redewendungen         | „Du hast ja wohl den Schuss gehört, oder?“ |
| Fragewiederholung                             | … „Bist du wirklich sicher? Hat er das Geld genommen?“ |
| Negatives Feedback                            | „Das gibt’s doch nicht, warum weißt du das nicht mehr?“ |
| Drohungen und Versprechungen                  | „Ich frage dich so lange, bis du mir sagst, was der X mit dir gemacht hat. Vorher lasse ich dir keine Ruhe. Es wird dir gut tun, wenn du es endlich sagst.“ |